# Mu Aquarii
Mu Aquarii (Albulaan, 6 Aquarii) é uma estrela binária na direção da constelação de Aquarius. Possui uma ascensão reta de 20h 52m 39.21s e uma declinação de −08° 58′ 59.7″. Sua magnitude aparente é igual a 4.73. Considerando sua distância de 155 anos-luz em relação à Terra, sua magnitude absoluta é igual a 1.34. Pertence à classe espectral A3m. É um sistema binário espetroscópico.